# Chicago Justice (seizoen 1)
Dit artikel vat het eerste (en enige) seizoen van Chicago Justice samen. Het begon op 1 maart 2017.

## Rolverdeling

### Hoofdrollen
- Philip Winchester - hulpofficier van justitie Peter Stone
- Monica Barbaro - hulpofficier van justitie Anna Valdez
- Jon Seda - onderzoeksleider Antonio Dawson
- Joelle Carter - onderzoeker Laura Nagel
- Carl Weathers - officier van justitie Mark Jefferies

### Terugkerende rollen
- Lindsey Pearlman - Joy Fletcher
- Jason Beghe - brigadier Hank Voight

## Afleveringen
| Nr. | Aflevering | Titel                 | Regisseur        | Schrijver(s)                        | Selectie gastrollen | Uitzenddatum  |  |
| --- | ---------- | --------------------- | ---------------- | ----------------------------------- | --- | ------------- |  |
| 1 | 1          | Fake                  | Donald Petrie    | Michael Chernuchin                  | Elias Koteas - rechercheur Alvin Olinsky Taylor Kinney - luitenant Kelly Severide Bradley Whitford - Albert Forest Peter Coventry Smith - Dylan Oates Julie Lauren - mrs. Oates                                            | 1 maart 2017  |  |
| Deze aflevering is een cross-over, die begint met de aflevering Deathtrap van Chicago Fire en vervolgt met de aflevering 'Emotional Proximity' van Chicago P.D. Hulpofficier van justitie Stone en onderzoeksleider Dawson bereiden een rechtszaak voor tegen een verdachte die verantwoordelijk wordt gehouden voor een grote brand waarbij 39 mensen zijn omgekomen, onder wie de dochter van rechercheur Olinsky. Wanneer een eerdere bekentenis van de verdachte vals blijkt te zijn, bereiden zijn advocaten een tegenoffensief voor. Nu moeten Stone en Dawson het motief zien te ontdekken om hem zo toch te kunnen berechten. |            |                       |                  |                                     | |               |  |
| 2 | 2          | Uncertainty Principle | Norberto Barba   | William N. Fordes                   | Richard Brooks - Paul Robinette LaRoyce Hawkins - Kevin Atwater Marina Squerciati - Kim Burgess Danny Jacobs - Arnold Rifking Brian T. Finney - eerwaarde Fitch                                                            | 5 maart 2017  |  |
| Wanneer een verdachte tijdens zijn voorarrest overlijdt, komt Dawson in een ongemakkelijke situatie terecht. Zijn kantoor verdenkt rechercheur Kevin Atwater, voormalig collega van Dawson, ervan bij de arrestatie te veel geweld te hebben gebruikt. Stone wordt er nu toe gedwongen Atwater voor doodslag te vervolgen. |            |                       |                  |                                     | |               |  |
| 3 | 3          | See Something         | Fred Berner      | Dick Wolf Michael Chernuchin        | Gary Basaraba - William O'Boyle Wesam Keesh - Jafar Boustani Mouzam Makkar - Kalila Rafiq Waleed Zuaiter - Amir Nasiri | 7 maart 2017  |  |
| Het kantoor van Stone komt in een pijnlijke situatie terecht wanneer een vermoorde moslimstudent wordt aangetroffen. Stone en Valdez proberen een student hiervoor te berechten, maar verder onderzoek brengt Dawson en Nagel bij de beste vriend van het slachtoffer. Tijdens de rechtszaak bekent de vriend de moord, die hij gepleegd heeft na ontdekt te hebben dat het slachtoffer bezig was een terroristische aanslag voor te bereiden. Nu moeten Stone en Valdez beslissen of de dader een held is of toch een moordenaar. |            |                       |                  |                                     | |               |  |
| 4 | 4          | Judge Not             | Elodie Keene     | April Fitzsimmons                   | Holly Curran - Zoe Butler Dennis Flanagan - Jon Hoffman Tijuana Ricks - Vivian Teagan Kathleen McNenny - mrs. Kinzie Lizzy DeClement - Caitlin                                                                             | 12 maart 2017 |  |
| Wanneer Valdez getuige is van de moord op een populaire rechter, na samen wat te hebben gedronken in een café, beseft zij al snel dat zij zich op glad ijs begaf. Stone vraagt zich nu af of de relatie tussen Valdez en de rechter meer was dan zij wil toegeven, en als hij ernaar vraagt, krijgt hij geen duidelijk antwoord. Tijdens het verdere onderzoek weigert Stone nog te praten met Valdez, om zo de zaak niet te laten beïnvloeden. Tijdens de rechtszaak komt Stone erachter dat de dader de ex-man is van een slachtoffer van verkrachting en dat de rechter de verkrachter een lichte straf heeft gegeven.             |            |                       |                  |                                     | |               |  |
| 5 | 5          | Friendly Fire         | Stephen Cragg    | Richard Sweren April Fitzsimmons    | Chris Mulkey - mr. Nichols Donny Boaz - Mike Soto Joe Tippett - Jake Benjamin Diandra Lyle - advocate Mary Graziano Christopher Wiehl - advocaat Olson                                                                     | 19 maart 2017 |  |
| Het team onderzoekt een moord op een Navy SEALs-veteraan. Tijdens de autopsie ontdekken Stone en Valdez dat het slachtoffer een USB-stick had ingeslikt met daarop gevoelige informatie over een mislukte Navy SEALs-operatie waarbij ook hij betrokken was. Het onderzoek wordt nog lastiger wanneer blijkt dat de informatie op de USB-stick tijdens de rechtszaak niet mag worden gebruikt. |            |                       |                  |                                     | |               |  |
| 6 | 6          | Dead Meat             | Eriq La Salle    | Lawrence Kaplow                     | Michael Rispoli - John Beckett Sofia Milos - advocate Mary Willis Jim Ortlieb - rechter Jessie Fisher - Gail Marcus David Eigenberg - Christopher Herrmann                                                                 | 26 maart 2017 |  |
| Dawson en Nagel onderzoeken de moord op een politieagent uit Chicago. Op het eerste oog vermoeden zij dat het slachtoffer zelfmoord heeft gepleegd omdat hij terminale kanker had, maar dan ontdekt een medisch onderzoeker dat het slachtoffer overleden is aan een gebroken nek als gevolg van het gebruik van geweld. Stone en Valdez leiden de rechtszaak en ontdekken dat de verdachte eerder is vrijgesproken van brandstichting. |            |                       |                  |                                     | |               |  |
| 7 | 7          | Double Helix          | Donald Petrie    | Elizabeth Rinehart                  | William Forsythe - David Zachariah Paula Jon DeRose - Dawn Osborn Demore Barnes - marshall Matthews Ron E. Rains - rechter                                                                                                 | 2 april 2017  |  |
| Nagel en Dawson zijn ontzet wanneer zij onderzoek doen naar de moord op een zwangere vrouw bij wie het ongeboren kind uit haar buik is gesneden. Stone en Valdez beginnen een rechtszaak tegen de vermoedelijke dader. Later lijken de bewijsstukken erop te duiden dat de moordenaar familie is van een seriemoordenaar die Stone eerder heeft laten opsluiten. |            |                       |                  |                                     | |               |  |
| 8 | 8          | Lily's Law            | Donald Petrie    | Allison Intrieri                    | Jordan Belfi - Jaxson Clark Charlie Shotwell - Sam Clark Valerie Cruz - Miranda Sharp Cory Goodrich - dr. Cole Genevieve Venjohnson - rechter                                                                              | 9 april 2017  |  |
| Nadat een verdachte door een rechtbank schuldig is bevonden, wordt een jurylid levenloos in een meer aangetroffen. Het team gaat op onderzoek uit en ontdekt dat het slachtoffer zelfmoord heeft gepleegd omdat zij gestalkt en mishandeld werd. Stone zet nu alles op alles om de verantwoordelijke voor het gerecht te brengen. |            |                       |                  |                                     | |               |  |
| 9 | 9          | Comma                 | Alex Zakrzewski  | Michael Chernuchin Allison Intrieri | Richard Masur - professor Bannon Anna Friedman - Bethany Pierson Cathryn Dylan - Abigail Chapman Chris Payne Gilbert - professor Hall Penelope Walker - rechter                                                            | 16 april 2017 |  |
| Het team onderzoekt de moord op een student, en hun hoofdverdachte is een medestudente die in Spanje van de moord op haar vriend is vrijgesproken. Stone graaft nog dieper en vermoedt dat zij toch niet de dader is. |            |                       |                  |                                     | |               |  |
| 10 | 10         | Drill                 | Vincent Misiano  | Richard Sweren                      | Stacey Farber - Kerry Schmidt Leopold Manswell - Ernest Williams Gary Houston - rechter Emmet Sanford Annabel Armour - rechter Chike Johnson - David Haley Nambi E. Kelley - Corrine Haley LaRoyce Hawkins - Kevin Atwater | 23 april 2017 |  |
| Een onschuldig kind wordt slachtoffer van een schietpartij in een bendeoorlog. Het team gaat op onderzoek uit en ontdekt dat de benden sociale media gebruiken voor vergeldingsacties. Stone neemt dan een controversiële stap door te proberen de smarttelefoons van de bendeleden te blokkeren. |            |                       |                  |                                     | |               |  |
| 11 | 11         | AQD                   | Victor Nelli jr. | Derek Haas                          | Andre Bellos - Billy Coburn Kara Killmer - Sylvie Brett Josh Cooke - Ted Reynolds Kate MacCluggage - Jane Reynolds Nola Tellone - Emma Reynolds Sarafina Vecchio - raadslid                                                | 30 april 2017 |  |
| Wanneer een raadslid wordt gedood terwijl zij probeert haar dochter tegen criminelen te beschermen, gaat het team op onderzoek uit. Zij moeten nu zien te achterhalen wie verantwoordelijk is voor de dood van het slachtoffer. |            |                       |                  |                                     | |               |  |
| 12 | 12         | Fool Me Twice         | Martha Mitchell  | Bill Chais William N. Fordes        | Dylan Walsh - Ken Banks Tim Kang - Steve Kim Tom Guiry - Eric Cates Austin Lysy - advocaat Fetzer Brian Keys - Jerome Creary Andrew Rothenberg - advocaat van Creary                                                       | 7 mei 2017    |  |
| Het team onderzoekt de beschieting van een man die dood is achtergelaten, maar zij worden tegengewerkt door rechercheurs die ook aan deze zaak werken. Later onthult Nagel dat het slachtoffer haar informant was, en Stone weigert dan haar aan deze zaak te laten werken omdat zij er te sterk bij betrokken is. |            |                       |                  |                                     | |               |  |
| 13 | 13         | Tycoon                | Fred Berner      | Bill Chais                          | Richard Schiff - Frank Linden Zach Shaffer - Brett Linden Emma Duncan - Sarah Wheeler Brocki Murphy - rechter Tammy Windham Cheyenne Pinson - Brenna                                                                       | 14 mei 2017   |  |
| Het team onderzoekt een kraanongeluk waarbij een gebouw zwaar is beschadigd en onschuldige burgers zijn omgekomen. Nagel wordt al snel wantrouwig wanneer blijkt dat een van de slachtoffers een toekomstige schoonzoon van een invloedrijke vastgoedmakelaar was en bovendien de eigenaar van het gebouw. |            |                       |                  |                                     | |               |  |